# Condat-lès-Montboissier
Condat-lès-Montboissier è un comune francese di 233 abitanti situato nel dipartimento del Puy-de-Dôme nella regione dell'Alvernia-Rodano-Alpi.

## Società

### Evoluzione demografica
Abitanti censiti